# Боровики (Себезький район)
Боровики (рос. Боровики) — присілок в Себезькому районі Псковської області Російської Федерації.
Населення становить 0 осіб. Входить до складу муніципального утворення Себезьке муніципальне утворення.

## Історія
Від 2015 року входить до складу муніципального утворення Себезьке муніципальне утворення.

## Населення
| 2001 | 2002 | 2010 |
| ---- | ---- | ---- |
| 3    | →3   | ↘0   |